# Wilkie Collins
Pour les articles homonymes, voir Collins.
 (janvier 2022).
Si vous disposez d'ouvrages ou d'articles de référence ou si vous connaissez des sites web de qualité traitant du thème abordé ici, merci de compléter l'article en donnant les références utiles à sa vérifiabilité et en les liant à la section « Notes et références ».
Œuvres principales
- La Femme en blanc
- La Pierre de lune
- Pauvre miss Finch

William Wilkie Collins (8 janvier 1824 – 23 septembre 1889) est un écrivain britannique de l'époque victorienne, contemporain et ami de Charles Dickens. Très populaire de son vivant, il est l'auteur de 27 romans, plus de 50 nouvelles, au moins 15 pièces de théâtre et plus de 100 essais.

## Biographie
William Wilkie Collins est le fils d’un peintre paysagiste renommé, William Collins. À 17 ans, il abandonne l’école pour devenir apprenti dans une entreprise de négoce de thé. Il écrit alors son premier roman Iolani (publié seulement en 1999). Cinq ans plus tard, il entre à la Lincoln's Inn afin d’étudier le droit ; il obtient un titre d'avocat en 1851. Après la mort de son père en 1847, Collins publie son livre, Mémoires et Vie de William Collins, en exécution du testament paternel, et commence une carrière de peintre, exposant à la Royal Academy Summer exhibition de 1849. Mais c’est avec la publication de son roman Antonina, en 1850, que sa carrière d’écrivain commence véritablement.

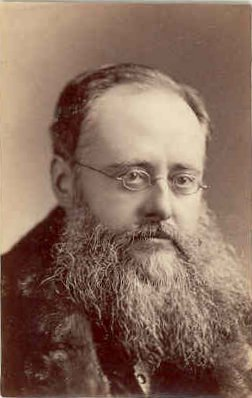
Wilkie Collins (1874) par Napoléon Sarony.

En 1851, Collins est présenté à Charles Dickens par un ami commun, Augustus Egg. Une longue amitié et une collaboration vont naître ; plusieurs des romans de Collins seront publiés dans l’hebdomadaire de Dickens, All the Year Round, sous forme de feuilletons. Dickens publie et édite ensuite lui-même les romans de Collins.
Collins souffrait de la goutte et devint dépendant de l'opium (sous forme de laudanum) qu’il prenait afin de soulager sa douleur. Il en résultait des crises de paranoïa où il était convaincu d’être poursuivi par un doppelgänger (son double fantomatique)… Son roman La Pierre de lune (The Moonstone) décrit les effets de la dépendance à l'opium. Collins admit plus tard que sa consommation de laudanum était telle à l'époque, qu’il ne se souvenait plus d'avoir écrit la majeure partie du roman.
Collins ne s’est jamais marié, mais a vécu avec une mère célibataire presque sans ressources âgée de 25 ans (Mrs. Caroline Graves) et sa fille, à partir de 1858.
Il a également trois enfants d'une autre femme, Martha Rudd, qu’il rencontre après avoir quitté Mrs. Graves en 1868. Cette dernière cependant revient vers Collins après deux ans de séparation, et ils continuent leur relation jusqu’à la mort de l'auteur en 1889, à sa maison en Marylebone, Nº 82 Wimpole Street.
Collins est enterré au cimetière de Kensal Green, à Londres. Son épitaphe l’identifie comme l’auteur de La Femme en blanc.

## Œuvre
Ses écrits étaient qualifiés à l’époque de « romans à sensation », un genre précurseur du roman policier et du roman à suspense. Il développe aussi avec perspicacité une critique sociale et conjugale des femmes de cette époque. Comme beaucoup d’autres écrivains de son temps, il publie la plupart de ses romans sous forme de feuilletons dans des magazines tels le All the Year Round de Charles Dickens, et est reconnu comme un maître du genre, créant un degré de suspense adéquat, afin de tenir en haleine le lecteur de semaine en semaine.
Il connaît une dizaine d’années de grand succès, à la suite de la publication de La Femme en blanc (The Woman in White) en 1859. Son roman suivant, Armadale, provoque une vive critique pour son immoralité, mais connaît parallèlement de très bonnes ventes. Sans nom (No Name) combine, quant à lui, une critique sur l’absurdité de la loi à propos du sort des enfants de couples non mariés, avec une intrigue digne d’un thriller.
La Pierre de lune (The Moonstone), publié en 1868 peut être considéré comme le premier roman policier de la littérature anglaise. Lorsque La Pierre de lune paraît sous forme de série dans un autre hebdomadaire de Dickens, sa popularité est telle que, tout au long de l'année, des foules se rassemblent à l'extérieur des bureaux du magazine, pour s'arracher les dernières éditions.
La Femme en blanc et La Pierre de lune partagent une structure narrative inhabituelle, proche du roman épistolaire. Les différentes parties du livre ont des narrateurs distincts, chacun doté  d’une voix propre.
Ces romans sont à cette époque abondamment diffusés et vendus à travers l'Angleterre, l'Amérique et l'Europe.
Après La Pierre de lune, les romans de Collins contiennent moins d’éléments de suspense, au profit d’une critique sociale plus développée. L'objet principal reste de l'ordre du roman à sensation, mais sa popularité commence à décliner.

« Qu’est-ce qui a mené le génie de Wilkie à sa perte ? Certains démons murmuraient "Wilkie a une mission". »

[réf. nécessaire]

## Œuvres (sélection)
Beaucoup d'œuvres de Wilkie Collins sont publiées en français aux éditions Phébus. Son premier traducteur fut l'écrivain et journaliste français Paul-Émile Daurand-Forgues à qui Collins dédiera La Reine de cœur.
- Antonina (1850)
- Basil (1852)
- Mr Wray's Cash Box (1852)
- Rambles Beyond Railways (1852)
- Hide and Seek (1854) ; réédité depuis 2000 sous le titre Cache-cache
- Monkton le Fou (1855)
- Le Secret (The Dead Secret, 1856), rééd. aux éditions du Masque coll. « Labyrinthes » no 97 (2002) ; réédité depuis 2002 sous le titre Secret absolu
- La Reine de cœur (The Queen of Hearts) (1859), Éditions Terre de Brume (2003)
- La Femme en blanc ou La Dame en blanc (The Woman in White, 1860), rééd. aux éditions du Masque coll. « Labyrinthes » no 94 (2001)
- Sans Nom (No Name, 1862)
- Armadale (1866)
- L'Abîme (1867) signé avec Charles Dickens, rééd. aux éditions du Masque coll. « Labyrinthes » no 182 (2010)
- La Pierre de lune (The Moonstone, 1868)
- Man and Wife (1870)
- Poor Miss Finch (1872) — Pauvre Miss Finch
- Miss or Mrs? (1873)
- La Morte vivante ou Passion et Repentir (The New Magdalen, 1873)
- Profondeurs glacées (The Frozen Deep, 1874)
- Seule contre la loi aussi publié sous le titre La Piste du crime (The Law and The Lady, 1875)
- The Two Destinies (1876)
- The Haunted Hotel (1878)
- The Fallen Leaves (1879)
- A Rogue's Life (1879)
- My Lady's Money (1879)
- Jezebel's Daughter (1880)
- La Robe noire (The Black Robe, 1881), rééd. aux éditions du Masque coll. « Labyrinthes » no 106 (2003)
- Heart and Science (1883)
- I Say No (1884)
- The Evil Genius (1886)
- The Guilty River (1886)
- The Legacy of Cain (1889)
- Blind Love (1889)
- C'était écrit (1889)
- La Femme rêvée, rééd. aux éditions du Masque coll. « Labyrinthes » no 99 (2002)
- Iolani ou les maléfices de Tahiti, rééd. aux éditions du Masque coll. « Labyrinthes » no 177 (2009)
- Le Journal d'Anne Rodway et autres nouvelles

## Adaptations cinématographiques
- La Place d'une autre d'Aurélia Georges, libre adaptation de La Morte vivante ou Passion et Repentir (The New Magdalen, 1873)

### Dans la littérature
Wilkie Collins tient le rôle de narrateur dans Drood, œuvre de fiction de Dan Simmons qui met en scène Charles Dickens et d'autres personnages historiques de l'époque.